# Barry Dickson

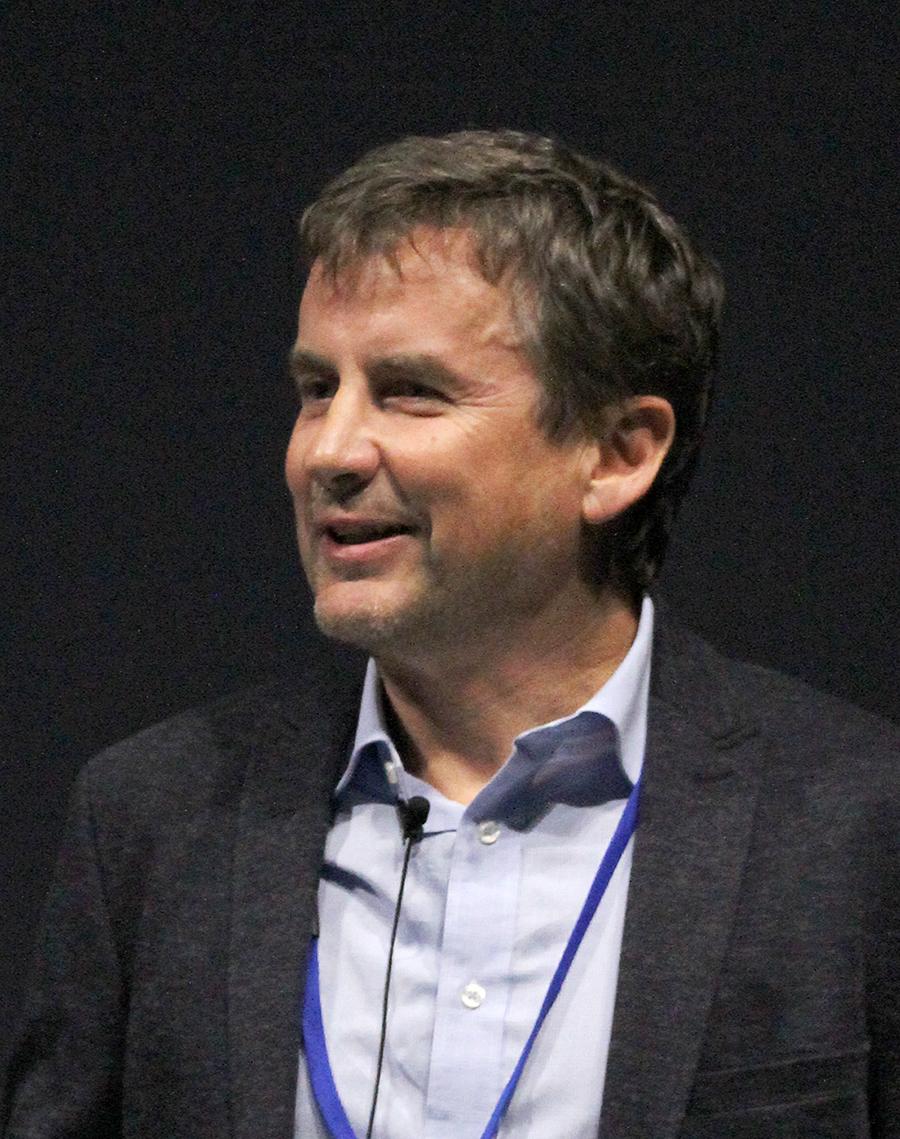
Barry J. Dickson (2017)

Barry J. Dickson (* 14. August 1962 in Melbourne) ist ein australischer Neurobiologe.
Dickson studierte Mathematik, Informatik und Genetik an der University of Melbourne mit dem Bachelor-Abschluss 1984 (B. Sc.) und 1987 einen zweiten Bachelor-Abschluss an der Charles Darwin University in Darwin (Menzies School of Health Research). Danach war er bis 1989 am Salk Institute in San Diego bei Joachim Spiess, bevor er 1989 an die Universität Zürich ging, wo er 1992 bei Ernst Hafen über die Entwicklung des visuellen Systems von Drosophila promovierte. Als Post-Doktorand war er an der Universität Zürich und ab 1994 bei Corey Goodman an der University of California, Berkeley, wo er sich mit der molekularen Basis dafür befasste, wie Axone ihren Weg finden. Danach war er Gruppenleiter an der Universität Zürich und ab 1998 an der Universität Wien am Institut für molekulare Pathologie (IMP). 2003 wurde er leitender Wissenschaftler am neu gegründeten Institut für molekulare Biotechnologie (IMBA). Ab 2006 war er wissenschaftler Direktor des IMP. Ab 2013 war er am Janelia Farm Research Campus des Howard Hughes Medical Institute in Virginia. Seit 2021 ist er Professor an der University of Queensland.
Er befasst sich mit der genetischen Basis des angeborenen Verhaltens von Drosophila und fand 2005 ein Steuergen für deren angeborenes Sexualverhalten (der Unterschied besteht im Splicing des fruitless-Gens (fru), das unterschiedlich bei männlichen und weiblichen Exemplaren ist und bei männlichen das angeborene Sexualverhalten steuert). 2014 fand er Nervenzellen in Drosophila, die das Fortbewegungsverhalten ändern (eine Linie wanderte bei Wärmereizen rückwärts, weshalb die Neuronen moonwalker neurons genannt wurden).
2005 erhielt er den Wittgenstein-Preis. 2003 wurde er EMBO-Mitglied, 2009 Fellow der American Association for the Advancement of Science und 2024 Mitglied der Royal Society.

## Schriften (Auswahl)
- mit Demir Ebru: fruitless splicing specifies male courtship behavior in Drosophila, Cell, Band 121, 2005, S. 785–794
- mit Salil Bidaye u. a.: Neuronal control of Drosophila walking direction, Science, Band 344, 2014, S. 97–101.